# Queso serrat
El queso serrat es un queso adobado de los Pirineos catalanes elaborado a partir de leche cruda de oveja. Originalmente era un queso artesano que se preparaba entre la primavera y el otoño. Actualmente se produce todo el año, y de forma comercial, en las comarcas de la Cerdaña, la Alto Urgel y el Pallars Sobirá.

## Preparación
La leche cruda de oveja se posa en el tanque de refrigeración, para después trasladarla en un tanque de cuajado. El tanque se calienta a 34-36 °C y se  añade cuajo animal (coagulación enzimática) y fermentos lácteos. A continuación se deja reposar y cuando ha absorbido la leche se corta y se le extrae el suero. Después se posa el requesón en una tela que hace de colador y se pone en los moldes para prensar hasta que ya no desprenda más líquido. A continuación, se sala y se deja secar. Al final se deja madurar en la bodega o en una habitación durante dos meses si se ha hecho con leche cruda o solo uno si se ha hecho con leche pasteurizada.
Antiguamente en el Pallars, cuando el queso serrat se estropeaba o que no salía como se esperaba, se aprovechaba para hacer el llenguat, queso fermentado y de gusto fuerte y picante.

## Características
El queso serrat tiene forma cilíndrica y la corteza de color claro; es un poco blando y amarillento en el interior. El nombre de este queso proviene del hecho que su masa es "serrada" (cerrada), es decir compacta, consistente y sin ojos. 
Es un queso graso, oloroso, de sabor intenso, ligeramente picante cuando llega a un cierto grado de maduración. Se come semiseco y seco. Se come preferentemente con pan de payés y marida muy bien con frutas o ensaladas.
Tiene forma cilíndrica, con los bordes angulares o ligeramente redondeados. La piel fina y lisa, de un color entre amarillento y marrones. El interior es amarillo. La masa es compacta, consistente (serrat) y sin agujeros.